# Bărăganul
Bărăganul é uma comuna romena localizada no distrito de Brăila, na região de Muntênia. A comuna possui uma área de 72.84 km² e sua população era de 3430 habitantes segundo o censo de 2007.